# Slowakische Badminton-Mannschaftsmeisterschaft 2017
Die Slowakische Badminton-Mannschaftsmeisterschaft 2017 war die 24. Auflage der Teamtitelkämpfe in der Slowakei. Meister wurde Betpres Košice.

## Endstand Meisterrunde
| Platz | Team             | Spiele | G  | U | V | Spielpunkte | Punkte |
| ----- | ---------------- | ------ | -- | - | - | ----------- | ------ |
| 1.    | Betpres Košice   | 10     | 10 | 0 | 0 | 69:11       | 20     |
| 2.    | Spoje Bratislava | 10     | 6  | 2 | 2 | 43:37       | 14     |
| 3.    | CEVA Trenčín     | 10     | 5  | 1 | 4 | 41:39       | 11     |
| 4.    | M-Šport Trenčín  | 10     | 3  | 2 | 5 | 38:42       | 8      |

## Endstand Abstiegsrunde
| Platz | Team                  | Spiele | G | U | V  | Spielpunkte | Punkte |
| ----- | --------------------- | ------ | - | - | -- | ----------- | ------ |
| 5.    | TJ Lokomotíva Košice  | 10     | 4 | 2 | 4  | 42:38       | 10     |
| 6.    | Sokol Ilava           | 10     | 4 | 1 | 5  | 40:40       | 9      |
| 7.    | Merkury Broker Košice | 10     | 2 | 4 | 4  | 38:42       | 8      |
| 8.    | KPŠ Košice            | 10     | 0 | 0 | 10 | 9:71        | 0      |